# La Race des violents
Pour plus de détails, voir Fiche technique et Distribution.
La Race des violents (Razza violenta) est un film d'action italien réalisé par Fernando Di Leo et sorti en 1984.

## Synopsis
Un agent de la CIA qui a une mission de neutraliser son ancien compagnon de Viet Nam qui est trafiquant de drogue.

## Fiche technique
Sauf indication contraire, les informations mentionnées dans cette section peuvent être confirmées par la base de données cinématographiques IMDb,  présente dans la section « Liens externes ».
- Titre français : La Race des violents ou Race violente[1]
- Titre original : Razza violenta[2]
- Réalisation : Fernando Di Leo
- Scénario : Fernando Di Leo, Nino Marino (it)
- Photographie : Roberto Gerardi
- Montage : Amedeo Giomini
- Musique : Paolo Rustichelli (it)
- Assistant à la réalisation : Nino Marino
- Décors : Franco Cuppini
- Trucages : Pino Ferranti
- Production : Ettore Spagnuolo
- Sociétés de production : Visione Cinematografica
- Pays de production :  Italie
- Langue de tournage : italien
- Format : Couleur - 1,78:1 - Son mono
- Durée : 90 minutes (1h30)
- Genre : Action / aventure[1]
- Dates de sortie :
  - Italie : 24 février 1984
  - France : 1984[1]

## Distribution
- Henry Silva : Kirk Cooper
- Woody Strode : Polo
- Harrison Muller : Mike Martin
- Carole André : Sharon Morris
- Danika La Loggia (it) : Mme Fran
- Luigina Rocchi (sous le nom de « Debora Keith ») : Ajutta
- Silvano Spadaccino (it) : Un mercenaire de Polo
- Raul Lovecchio : Red
- Loris Bazzocchi (it) : Hans
- Maurizio Mattioli :
- Sergio Doria
- Adriana Giuffrè : La secrétaire
- Agostino Crisafulli : Un mercenaire de Polo
- Bruno Di Luia (it)
- Franco Garofalo (it)